# Arroyo San Francisco Grande
El arroyo San Francisco Grande es un curso de agua uruguayo que atraviesa el departamento de  Paysandú perteneciente a la cuenca hidrográfica del Río de la Plata.
Nace en la Cuchilla de Haedo y desemboca en la río Uruguay tras recorrer alrededor de  25 km.